# Alexandru Chiculiță
Alexandru Chiculiță (* 3. Februar 1961 in Bukarest) ist ein ehemaliger rumänischer Säbelfechter und heutiger Fechttrainer.

## Erfolge
Alexandru Chiculiță nahm zweimal an Olympischen Spielen teil: bei den Olympischen Spielen 1984 in Los Angeles zog er mit der rumänischen Equipe ins Gefecht um den dritten Rang ein und gewann dank eines 8:7-Erfolgs über Deutschland mit Marin Mustață, Corneliu Marin, Ioan Pop und Vilmoș Szabo die Bronzemedaille. 1992 verpasste er in Barcelona als Vierter mit der Mannschaft knapp einen weiteren Medaillengewinn. Die Einzelkonkurrenz schloss er auf dem 30. Platz ab.
Nach seiner aktiven Karriere begann er als Trainer zu arbeiten. Als Clubtrainer betreute er Mihai Covaliu, später wurde er Nationaltrainer der rumänischen Säbelmannschaft der Herren. Covaliu folgte ihm auf diese Position, als Chiculiță das Traineramt bei der Damenmannschaft übernahm.